# Un amour impossible
Cet article concerne un livre de Christine Angot. Pour pour son adaptation au cinéma, voir Un amour impossible.
Un amour impossible est un roman de Christine Angot paru en 2015 aux éditions Flammarion. Il reçoit le prix Décembre la même année. Il s'écoule à plus de 150 000 exemplaires.

## Résumé
Le texte est une forme d'autobiographie des quarante premières années de la narratrice (et/ou de l'auteure), et présente une analyse critique des rapports de domination dans le couple, dans la France des années 1960-2000, et de leurs conséquences sur la (construction/destruction de la) personnalité des deux personnages principaux, la mère et la fille. L'impossibilité tient beaucoup au rapport de classes.

## Réception critique
Alors qu'Elle parle d'un « magnifique roman », Jacques Drillon dans L'Obs qualifie le livre de « monumentale platitude ».
L'Express souligne « une romancière captivante et implacable ». Christine Bini dans La Règle du jeu note un « livre remarquablement construit ».
Nicolas Ungemuth, du Figaro, considère que la médiatisation de ce roman est « incompréhensible au vu de sa nullité criante ». Il poursuit en évoquant « la difficulté terrible à entamer, puis à finir ce livre : aucun être humain n'est préparé à une écriture aussi spectaculairement catastrophique ». Dans le même article, il compare Christine Angot à « un enfant vaguement demeuré » et signale un « ennui colossal ».
Fabienne Pascaud du magazineTélérama, très dithyrambique, qualifie le livre de « Bouleversant de vérité et de cruauté douce. Car Angot traque si fort le mot exact, aiguise tant sa phrase, qu'elle laboure et égratigne nos profondeurs intimes. »

## Adaptations
Le roman fait l'objet d'une adaptation cinématographique : Un amour impossible de Catherine Corsini, et d'une adaptation théâtrale dans une mise en scène de Célie Pauthe avec Bulle Ogier et Maria de Medeiros, au Centre dramatique national (CDN) de Besançon en décembre 2016 et au Théâtre de l'Odéon, en 2017.

## Éditions
- Éditions Flammarion, 2015, 220 p.
- Éditions J'ai lu, 2016, 256 p., enrichie d'un texte inédit, Conférence à New York.